# Мой часослов
«Мой часослов» — роман без слов бельгийского художника Франса Мазереля, написанный в 1919 году. 167 рисунков, выполненных с гравюр по дереву, изображают историю обычного молодого человека в большом городе. Роман стал самой значимой и продаваемой работой автора и одним из наиболее влиятельных произведений жанра и сочетает в себе элементы социализма, экспрессионизма и религии.

## Введение
Роман состоит из 167 рисунков, включая два вводных, размером примерно 9 на 7 см. Рисунки выполнены при помощи техники ксилографии, то есть отпечатаны с гравюр по дереву. При этом художник использовал не метод торцовой гравюры, разработанный ещё в конце XVIII века, а более старый метод продольной гравюры, который к началу XX века уже устарел и использовался в основном для иллюстрирования религиозных текстов.
Мазерель считал работу близкой к автобиографичной. Так, в начале романа находятся два вводных рисунка, автопортрет Мазереля и портрет главного героя соответственно. Мазерель сидит за письменным столом, вокруг него — инструменты для создания гравюр по дереву, а главный герой стоит на открытом воздухе, среди высотных домов, и показывает рукой куда-то вниз. Художник и персонаж одинаково одеты и имеют схожие черты фигуры. По мнению исследователя М. Коэна, обычная внешность обоих скрывает за собой смелость их действий: художник создаёт перед собой новый мир, а персонаж, стоящий в полный рост и даже не помещающийся в пределах рисунка, является гигантом в этом воображаемом мире.
Также за введением находятся две цитаты — «Видите, я не читаю вам лекций, я не подаю скудной милостыни: когда я даю, я даю себя» из сборника «Листья травы» американского поэта Уолта Уитмана и более длинная цитата из повести «Кола Брюньон» французского писателя Ромена Роллана.

## Сюжет
«Мой часослов» начинается с прибытия молодого человека на железнодорожный вокзал большого города. Роман сфокусирован на судьбе этого обычного человека и рассказывает о радостях, печалях, удовольствиях, скуке и гневе жизни в крупном городе.
На протяжении всего романа главный герой путешествует, но при этом у него редко есть конкретная цель, что как будто подчёркивается последовательным характером изложения. Он часто оказывается на природе, которая оказывает на него большое влияние; религиозные же места он посещает также небрежно, как и увеселительные.
Персонаж использует открывающие ему возможности, но также и легко обрывает свою связь с ними: так, в начальной части романа он призывает к протестам и ведёт группу людей на забастовку, но на следующем рисунке уходит прочь, разочарованный бесконечными политическими дискуссиями; ближе к концу главный герой шокирует горожан, отказываясь от медали за спасение девушки и мочась с крыши, за что его изгоняют из города.
Молодой человек восторженно влюбляется — после этого у него появляется нимб над головой; как будто он искупает свою вину и помогает это сделать другим. Главный герой часто меняет род своей деятельности из-за женщин: молочница отвлекает его от фермы, другая девушка — от политики; он трижды спасает женщин: маленькую девочку от бьющего её отца, чёрную девушку от бьющего её белого хозяина и девушку, тонущую в водоёме; при этом он часто посещает проституток — иногда с восторгом, иногда с тоской.
Он вообще часто оказывается в комических — когда ему отказывает проститутка, в которую он влюбился, — или грустных — когда умирает его приёмная дочь (которую главный герой спас от её отца) — ситуациях. Главный герой не может обрести покой, продолжая путешествовать до самого конца романа, — он умирает, метая молнии и уносясь к звёздам.

## Описание
«Мой часослов» выполнен в жанре романа без слов, то есть последовательности изображений без подписей, передающих общий сюжет. Несмотря на схожесть с комиксами по форме повествования, роман был создан под влиянием высокого искусства, направлен на соответствующих читателей и сам оказал влияние на соответствующее искусство. В начале XX века романы без слов Мазереля, особенно «Мой часослов», пользовались популярностью у читателей и критиков, но позднее были забыты вне круга любителей комиксов и стали рассматриваться преимущественно как предшественники современных графических романов.
Название романа связано со средневековыми часословами, а именно с личными сборниками молитв небольшого формата. Обеспеченные люди заказывали такие сборники, чтобы носить их с собой и молиться в любой момент, а также хвастаться ими, поэтому они часто бывали богато украшены и являлись произведениями искусства. При этом аллегорическую составляющую таких сборников Мазерель в своих работах заменяет на социалистическую идеологию, а место жизнеописаний Иисуса и святых заняла судьба обычного человека. По мнению М. Коэна, социалистическая тематика «Моего часослова» не слишком явна: Мазерель восхваляет работника, в основном просто показывая его жизнь, в то время как его труд по большей части остаётся за кадром.
Мазерель использует как графическую технику, так и моральные элементы немецкого экспрессионизма в кино и театре. Так, многие его персонажи выражают свои эмоции простыми, непреувеличенными жестами, что создаёт контраст с более сильными эмоциями других персонажей.
В работе появляются основные темы творчества автора, к которым, по своим словам, он позднее не раз возвращался за вдохновением. Можно отметить постоянные путешествия главного героя и его неспособность обрести покой и образ большого города — прекрасного и манящего издалека, но приземлённого и пёстрого внутри.

## Публикации
Первая версия была выпущена в 1919 году в Женеве под французским названием Mon livre d’heures. 200 экземпляров были напечатаны прямо с гравюр по дереву.
В 1920 году издателем Куртом Вольфом была выпущена немецкая версия под названием Mein Stundenbuch: 165 Holzschnitte. Первый тираж составил 700 экземпляров, но потом тот же издатель перевыпустил ту же версию ещё несколько раз, и за 1920-е годы в Европе было продано более 100 тысяч её экземпляров. В 1926 года вышла первая популярная версия, напечатанная с введением немецкого писателя Томаса Манна. Благодаря широкому распространению, роман заинтересовал других авторов и привлёк внимание издателей к новому жанру.
В 1922 году в США была опубликована англоязычная версия под названием My Book of Hours. 600 экземпляров, сделанных с оригинальных гравюр, содержали введение французского писателя Ромена Роллана.
Позднее роман переиздавался в других странах, включая американскую версию 1948 года под названием Passionate journey (с англ. — «Страстное путешествие»), китайские — в 1933 и 1957 годах, британскую — в 1980 году
В версии 1928 года отсутствуют две неприличные страницы: 24-я в оригинальной нумерации, на которой главный герой занимается сексом с проституткой, или 149-я, на которой он стоит на крыше и мочится на город.

## Отзывы
Немецкий писатель Томан Манн во введении к немецкой популярной версии 1926 года упоминает «яркие образы чёрно-белых фигур, черты которых прорисованы светом и тенью» и считает, что роман «очаровывает с начала и до конца» и «оставляет глубокий и чистый след», а во введении к версии 1928 года называет «Часослов» Мазереля «своим любимым фильмом».
Американский критик Перри Уиллет (англ. Perry Willett) считает, что темы «блуждания и изоляции, изображение городской действительности, призывы к всеобщему братству и настойчивый индивидуализм» сближают роман с картинами, кинофильмам и театральными постановками движения экспрессионистов. Также он отмечает, что, хотя работа не получила большой популярности в США, американские критики признали Мазереля отцом романа без слов через несколько лет после публикации «Моего часослова».